# Гуєшть
Гуєшть, Гуєшті (рум. Guești) — село у повіті Олт в Румунії. Входить до складу комуни Колонешть.
Село розташоване на відстані 112 км на захід від Бухареста, 31 км на північний схід від Слатіни, 75 км на північний схід від Крайови, 138 км на південний захід від Брашова.

## Населення
За даними перепису населення 2002 року у селі проживали 329 осіб, усі — румуни. Усі жителі села рідною мовою назвали румунську.